# Psyrana tigrina
Psyrana tigrina är en insektsart som först beskrevs av Brunner von Wattenwyl 1878.  Psyrana tigrina ingår i släktet Psyrana och familjen vårtbitare. Inga underarter finns listade i Catalogue of Life.